# 中国自然资源
中国自然资源种类多，数量丰富。各类型土地资源都有分布；水能资源居世界第一位，海洋资源开发潜力巨大，矿产资源数量丰富，品种齐全。中国是世界上拥有野生动物种类最多的国家之一，几乎拥有北半球所有植被的类型。

## 土地资源

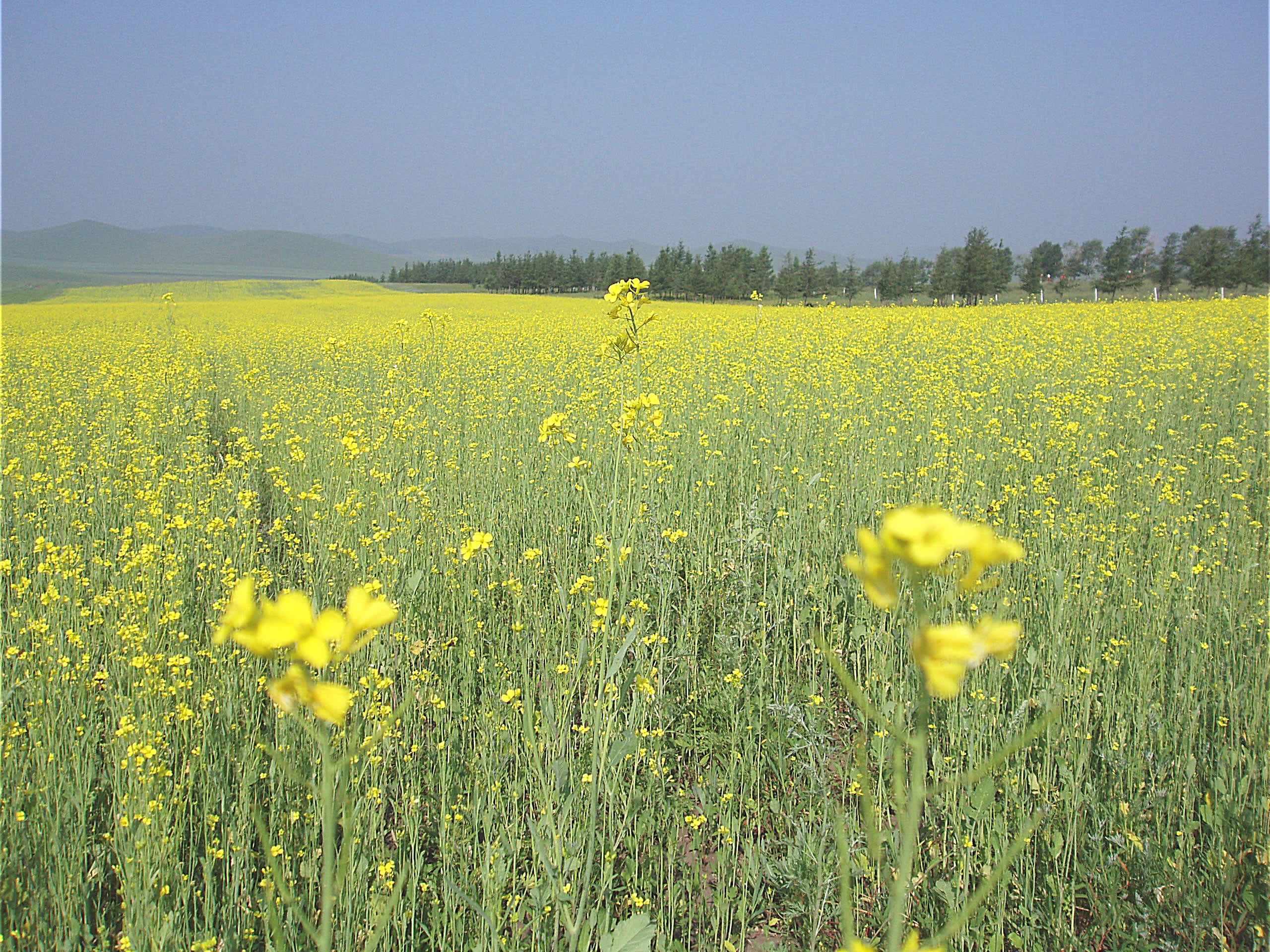
华北平原的油菜田

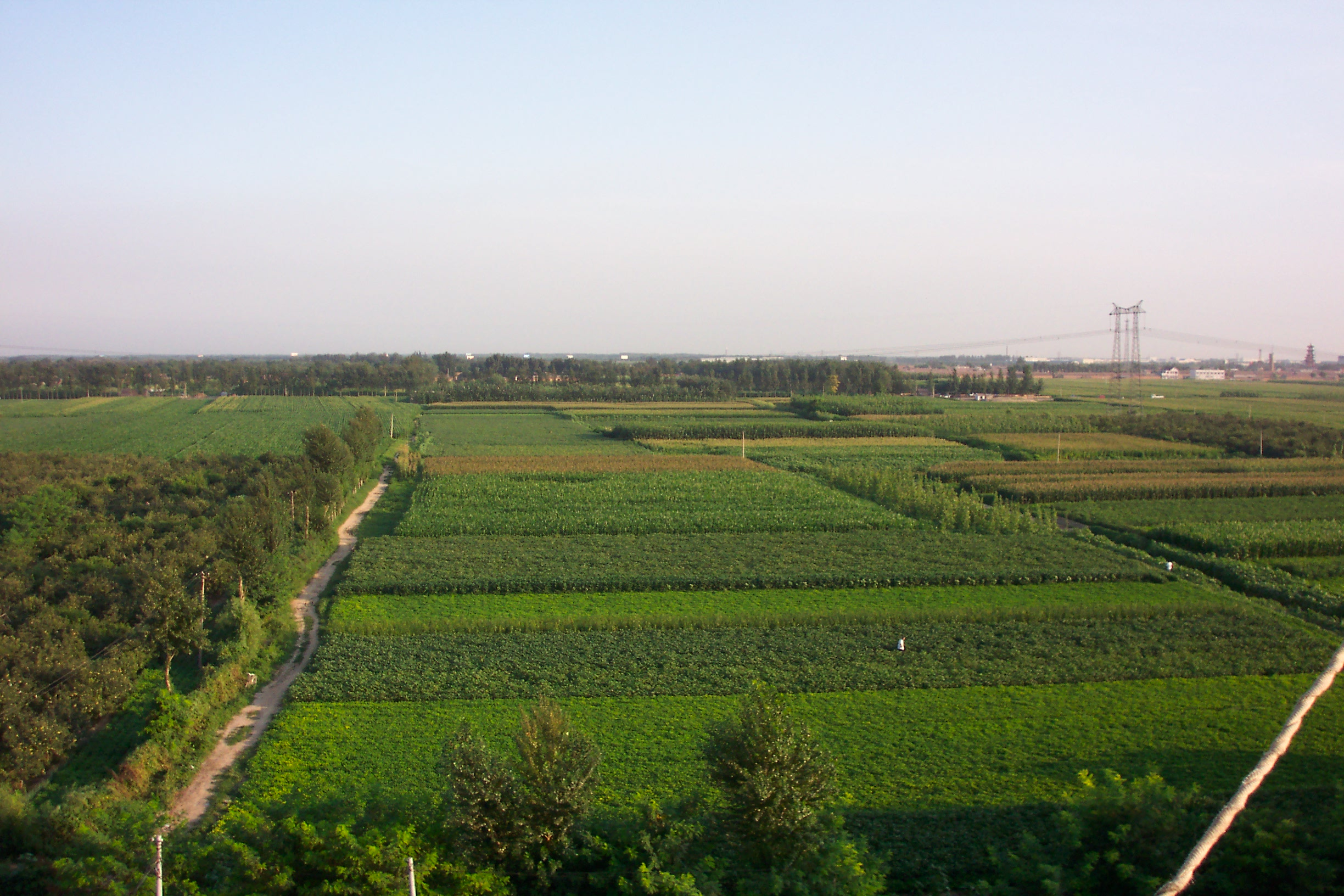
华东地区的农田

中国国土面积960万平方公里，居世界第3位。中国地形、气候复杂，土地类型复杂，有利于农、林、牧、副、渔多种经营和全面发展。但有些土地类型难以开发利用。例如，中国沙质荒漠、戈壁合占国土总面积的12%以上，改造、利用的难度很大。而对中国农业生产至关重要的耕地，所占的比重仅12.68%（12,172万公顷）。
中国土地资源紧缺，沙质荒漠、戈壁合占国土总面积的12%以上，改造、利用的难度很大。在农业资源超载运行、环境代价高昂的条件下，只能满足国内90%的谷物、油料等农产品需求。中国地形、气候复杂，土地类型复杂，有利于农、林、牧、副、渔多种经营和全面发展。截至2013年底，中国共有农用地64616.84万公顷,其中耕地13516.34万公顷，林地25325.39万公顷，牧草地21951.39万公顷；建设用地3745.64万公顷，其中城镇村及工矿用地3060.73万公顷。

### 耕地
在东北平原，汉民族多利用耕地种植高粱、玉米等杂粮，而朝鲜族则多种植水稻。山东适于种植花生，河南、湖北则种植芝麻收益较好。在相近的自然条件下，太湖流域、珠江三角洲、四川盆地的部分地区就形成了全国性的桑蚕饲养中心。

### 林地
在东部季风区，为热带雨林，热带季雨林，中、南亚热带常绿阔叶林，北亚热带落叶阔叶常绿阔叶混交林，温带落叶阔叶林，寒温带针叶林，以及亚高山针叶林、温带森林草原等植被景观。

### 草地
在西北部和青藏高原地区，有干草原、半荒漠草原灌丛、干荒漠草原、灌丛、高原寒漠、高山草原草甸灌丛等植被类型。

## 矿产资源
| 名称         | 储量             |
| ------------ | ---------------- |
| 石油         | 28.9043亿吨      |
| 天然气       | 3.4050万亿立方米 |
| 煤炭         | 3261亿吨         |
| 铁矿矿石     | 226亿吨          |
| 锰矿石       | 23440万吨        |
| 铬矿石       | 577万吨          |
| 钒矿石       | 1277万吨         |
| 原生钛铁矿石 | 23295万吨        |

中国矿产资源丰富，矿产171种，已探明储量的有157种，其中钨、锑、稀土、钼、钒和钛等的探明储量居世界首位。煤、铁、铅、锌、铜、银、汞、锡、镍、磷灰石、石棉等的储量均居世界前列。中国矿产资源分布的主要特点是，地区分布不均匀。如铁主要分布于辽宁、冀东和川西，西北很少；煤主要分布在华北、西北、东北和西南区，其中山西、内蒙古、新疆等省区最为集中，而东南沿海各省则很少。这种分布不均匀的状况，使一些矿产具有相当的集中，如钨矿，在19个省区均有分布，储量主要集中在湘东南、赣南、粤北、闽西和桂东—桂中；石油及天然气则主要分布在盆地及平原地带，中国内地的石油及天然气主产区集中在东北地区的大庆油田、松原油田、辽河油田，华北地区的华北油田、大港油田、胜利油田、中原油田，西北地区的长庆油田、塔里木油田、克拉玛依油田等，西南地区油田则主要分布在四川省，其沿海地区石油天然气开采集中于东海和南海相关地区。

## 水资源
中国内陆水域面积为1747万公顷，约占国土面积1.8%，水资源总量为27,434亿立方米。河流和湖泊是中国主要的淡水资源。河湖的分布、水量的大小，直接影响着各地人民的生活和生产。中国人均径流量为2200立方米，是世界人均径流量的24.7%。各大河的流域中，以珠江流域人均水资源最多，人均径流量约4000立方米。长江流域稍高于全国平均数，约为2300～2500立方米。海滦河流域是全国水资源最紧张的地区，人均径流量不足250立方米。
中国水资源的分布情况是南多北少，而耕地的分布却是南少北多。比如，中国小麦、棉花的集中产区——华北平原，耕地面积约占全国的40%，而水资源只占全国的6%左右。水、土资源配合欠佳的状况，进一步加剧了中国北方地区缺水的程度。
中国水能资源蕴藏量达6.76亿千瓦，居世界第一位。70%分布在西南四省、市和西藏自治区，其中以长江水系为最多，其次为雅鲁藏布江水系。黄河水系和珠江水系也有较大的水能蕴藏量。目前，已开发利用的地区，集中在长江、黄河和珠江的上游。

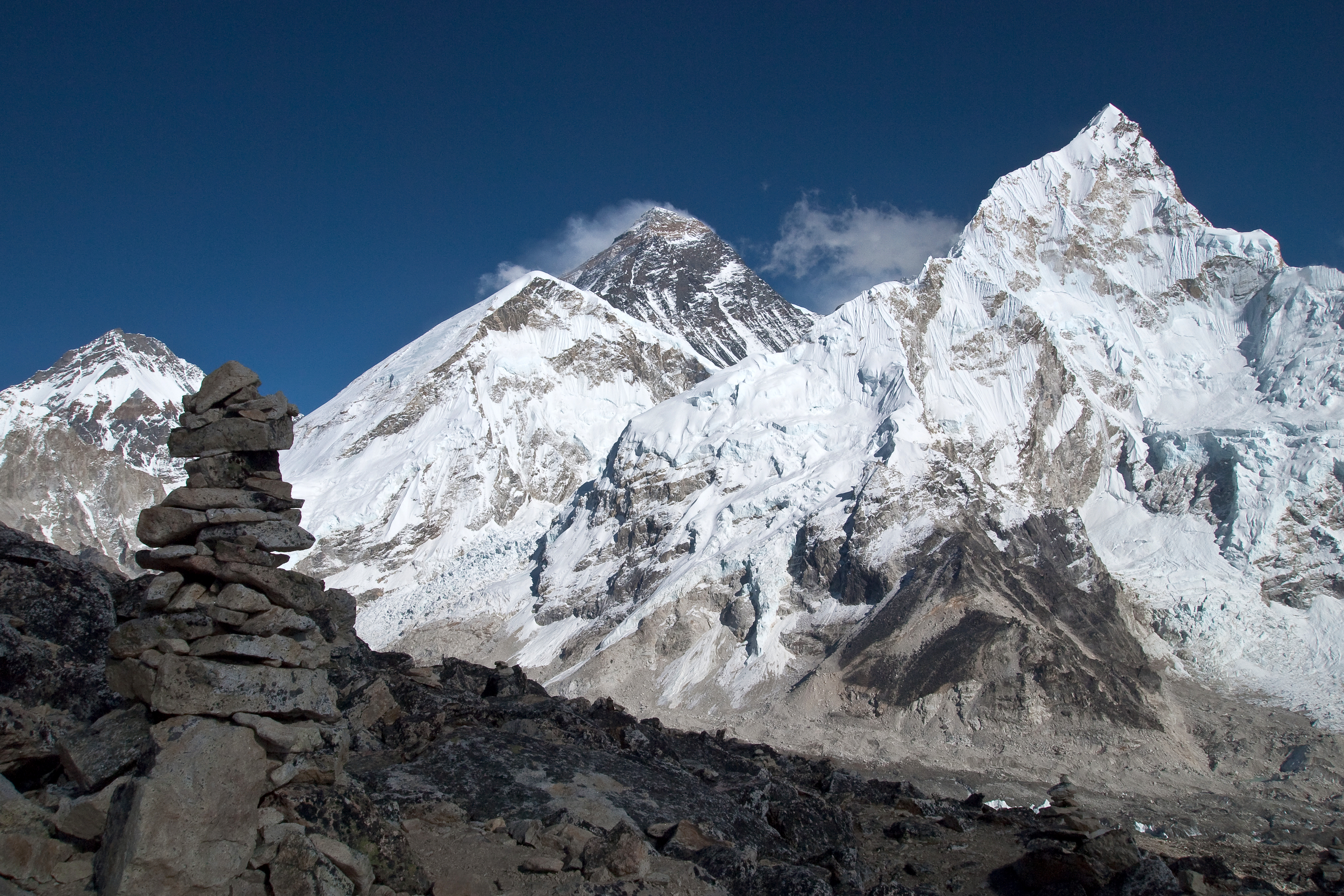
珠穆朗玛峰
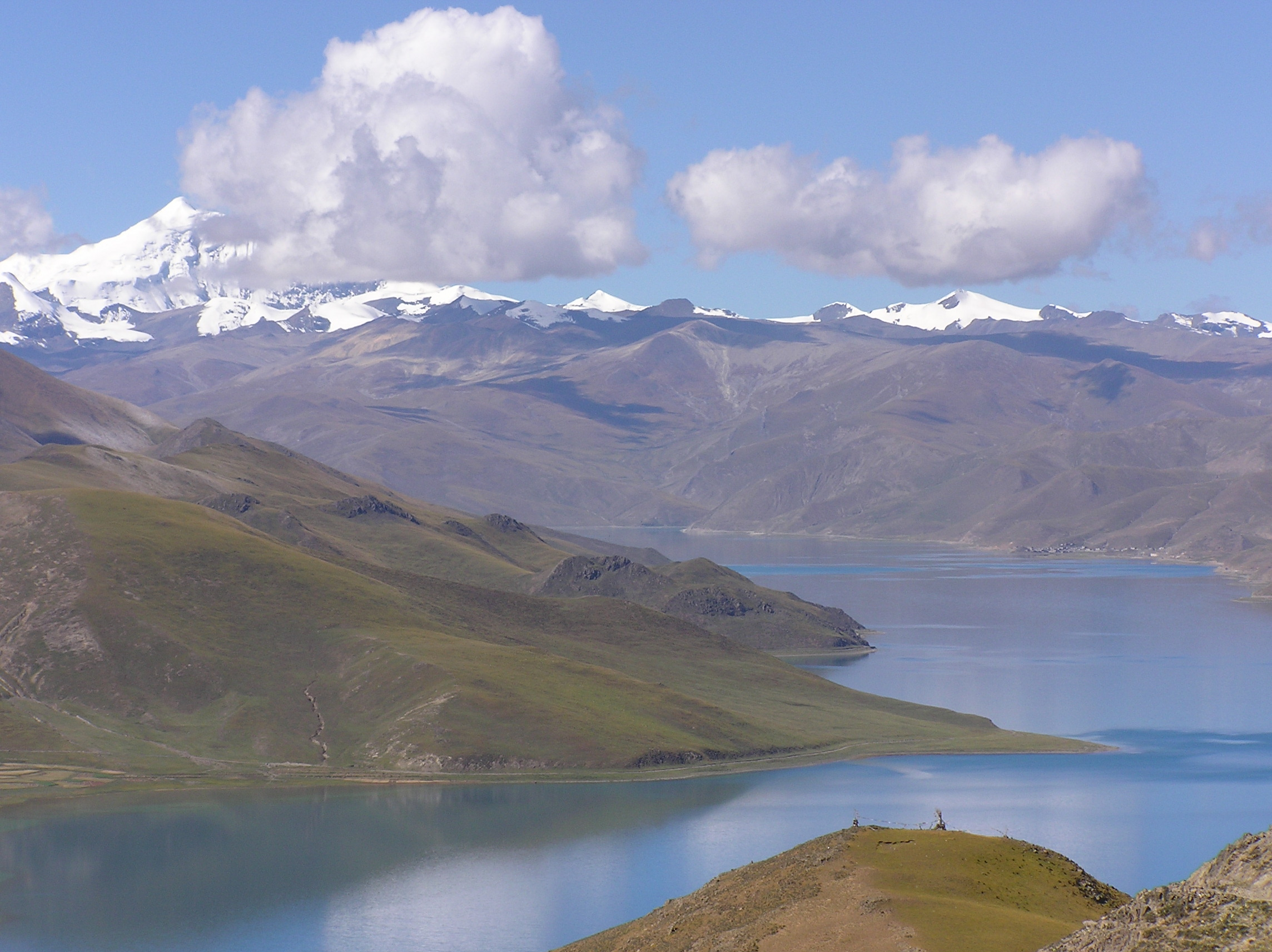
中国西南地区的青藏高原
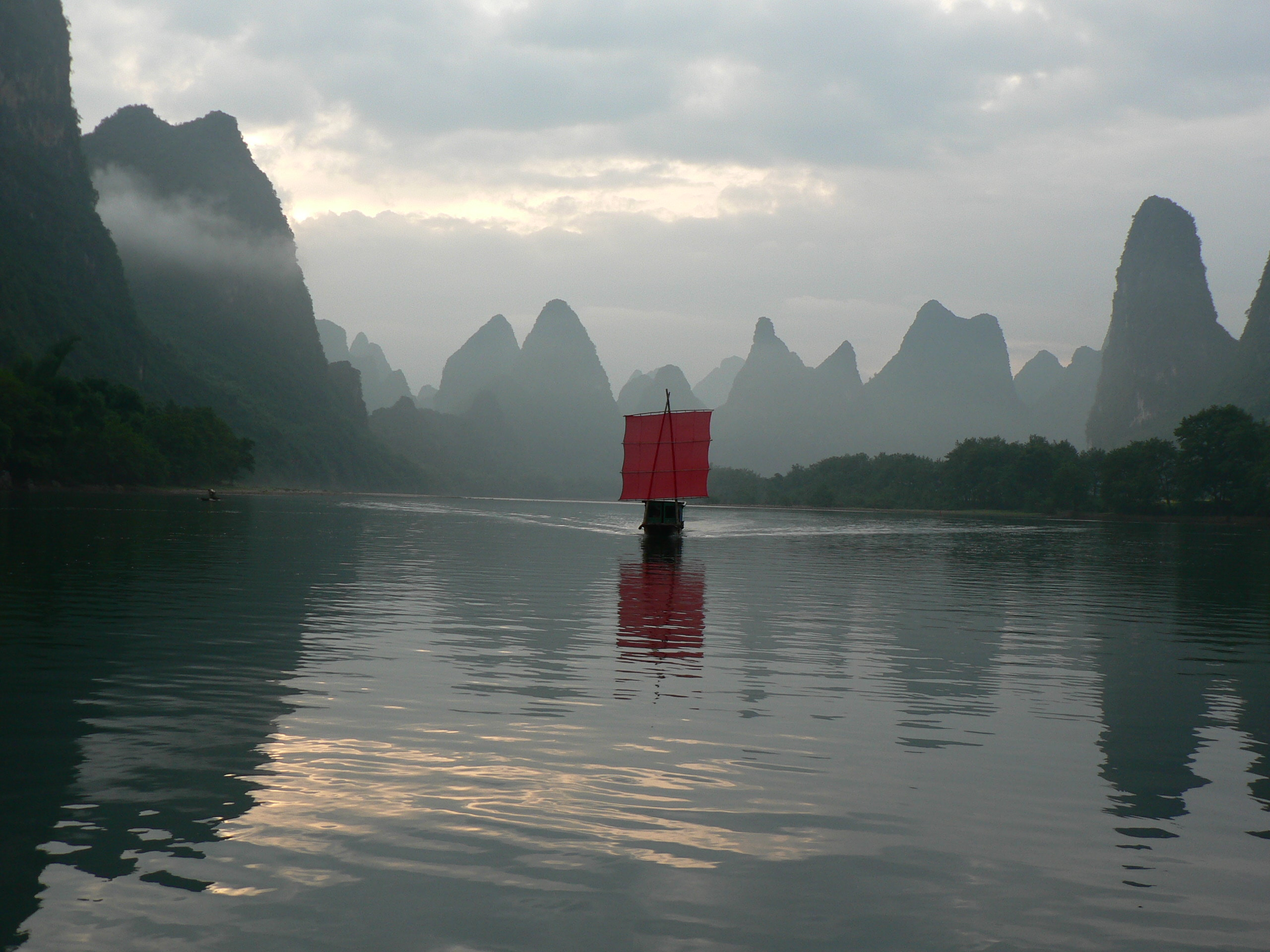
广西桂林市的漓江

## 海洋资源

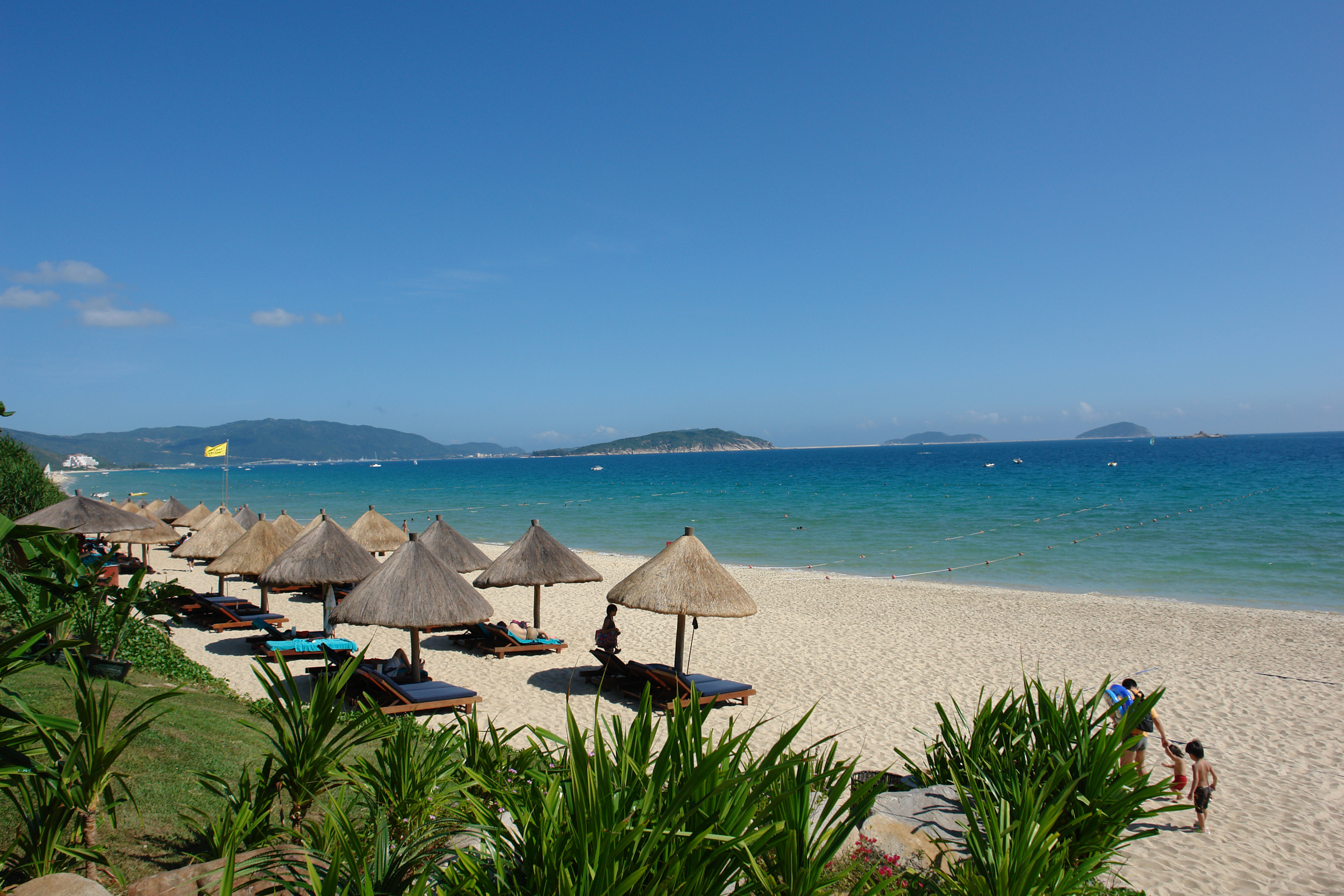
毗邻南海的海南省

中国海洋资源可开发利用潜力巨大，拥有大陆岸线18000多公里以及面积在500平方米以上的海岛5000多个，岛屿岸线14000多公里。已开发渔场面积达81.8万平方海里，已开发进行人工养殖的浅海、滩涂面积93.8万公顷。中国海域石油资源量约250亿吨，天然气资源量约8.4万亿立方米。

## 动植物资源
中国幅员辽阔，地形复杂，气候多样，植被种类丰富，分布错综复杂。

### 动物资源

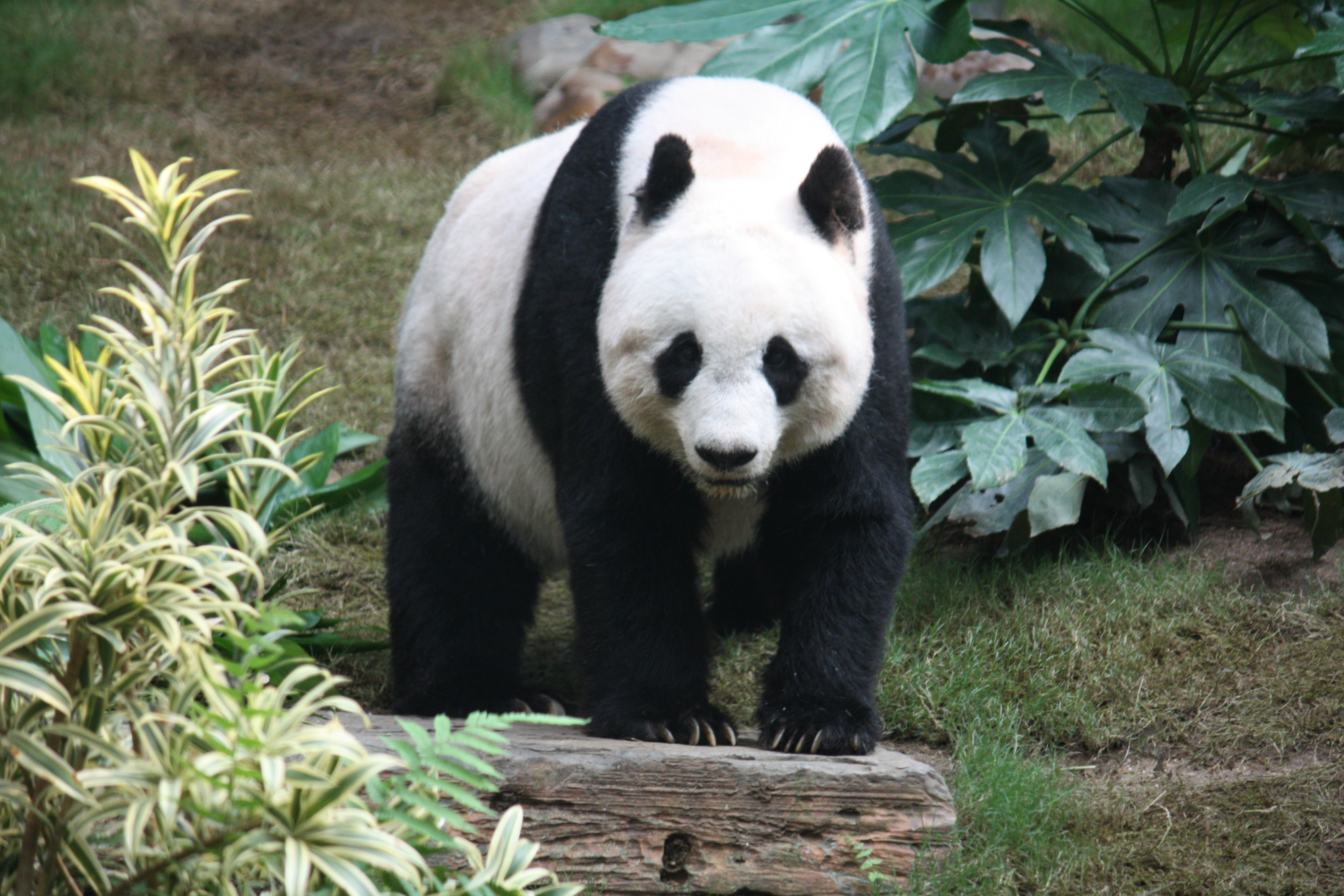
中國國寶大熊猫曾作为外交礼物

中国动物资源丰富，种类繁多。全中国陆栖脊椎动物约有2070种，占世界陆栖脊椎动物的9.8%。其中鸟类1170多种、兽类400多种、两栖类184种，分别占世界同类动物的13.5%、11.3%和7.3%。在西起喜马拉雅山—横断山北部—秦岭山脉—伏牛山—淮河与长江间一线以北地区，以温带、寒温带动物群为主，属古北界，线南地区以热带性动物为主，属东洋界。由于东部地区地势平坦，西部横断山南北走向，两界动物相互渗透混杂的现象比较明显。大熊猫等珍稀物种目前仅存于中国。

### 植物资源
中国有种子植物300个科、2980个属、24,600个种，兼有寒、温、热三带的植物，其中被子植物2946属，占世界被子植物总属的23.6%。比较古老的植物，约占世界总属的62%，其中水杉仅存于中国。栽培植物中，有用材林木1000多种，药用植物4000多种，果品植物300多种，纤维植物500多种，淀粉植物300多种，油脂植物600多种，蔬菜植物不下80余种。